# ポンタ・ネグラ
ポンタ・ネグラ（Ponta Negra）は、ブラジル東北部リオグランデ・ド・ノルテ州ナタールにある主要な観光ビーチの一つ。大西洋に面している。

## 概要
ナタール（ナタウ）では最も観光が盛んな地域で、リゾートホテルやペンション、レストラン、ショッピングモール等の商業施設も非常に多い観光地。年間を通して湿度が低い気候が特徴。12月〜3月頃にはヨーロッパ人、6月〜10月頃には南部、南東部地域に住むブラジル人が保養に訪れるなど、外国人観光客も多く訪れる保養地であり、その大部分を主にイタリア、スペイン、フランス、ノルウェーなどから来るヨーロッパ系の観光客が占める。

## 周辺のスポット
ポンタネグラ周辺のビーチ
- PIPA
- PRAIA DE PIRANGE
- プライアドメイオビーチ（PRAIA DO MEIO）
- ジェニパブビーチ（PRAIA DE GENIPABU）
- マラカジャウビーチ（PRAIA DE MARACAJAU）
- サンミゲルドゴシトーゾビーチ（PRAIA DE SAO MIGUEL DO GOSTOSO）

周辺の主なスポット
- セントロ（CENTRO）
- アレナ・ダス・ドゥナス（estádio Arena das Dunas）サッカー競技場
- オウグスト・セヴェイロ（Aeroporto Internacional Augusto Severo）国際空港
- ホドビアーリア・ジ・ナタウ（rodoviária de Natal) 長距離バスターミナル

## その他
盛んなマリーンスポーツに、サーフィン、カイトサーフィン、ウィンドサーフィン、ジェットスキー、クルーズ等がある。